# Erechthias subridens
Erechthias subridens är en fjärilsart som beskrevs av Edward Meyrick 1923. Erechthias subridens ingår i släktet Erechthias och familjen äkta malar.
Artens utbredningsområde är Fiji. Inga underarter finns listade i Catalogue of Life.